# Labastide-Dénat
Labastide-Dénat era una comuna francesa situada en el departamento de Tarn, de la región de Occitania, que el 1 de enero de 2017 pasó a ser una comuna delegada de la comuna nueva de Puygouzon al fusionarse con la comuna de Puygouzon.

## Demografía
| Gráfica de evolución demográfica de Labastide-Dénat entre 1800 y 2014 |
|                                                                       |

Los datos demográficos contemplados en este gráfico de la comuna de Labastide-Dénat se han cogido de 1800 a 1999 de la página francesa EHESS/Cassini, y los demás datos de la página del INSEE.